# Comarca Hervás
Die Comarca Hervás ist eine der zehn Comarcas in der Provinz Cáceres.
Die im Norden der Provinz gelegene Comarca umfasst 24 Gemeinden auf einer Fläche von 1.164,10 km².

## Gemeinden
| Gemeinde              | Einwohner (2024) | Fläche km² | Dichte Einw./km² | Cod INE | Postleitzahl |
| --------------------- | ---------------- | ---------- | ---------------- | ------- | ------------ |
| Abadía                | 331              | 45,08      | 7                | 10001   | 10748        |
| Ahigal                | 1.349            | 52,07      | 26               | 10006   | 10650        |
| Aldeanueva del Camino | 704              | 20,05      | 35               | 10015   | 10740        |
| Baños de Montemayor   | 737              | 21,98      | 34               | 10024   | 10750        |
| Caminomorisco         | 1.120            | 147,06     | 8                | 10041   | 10620        |
| Casar de Palomero     | 993              | 36,91      | 27               | 10050   | 10640        |
| Casares de las Hurdes | 369              | 20,75      | 18               | 10051   | 10628        |
| Casas del Monte       | 768              | 27,61      | 28               | 10055   | 10730        |
| Cerezo                | 147              | 18,14      | 8                | 10063   | 10663        |
| La Garganta           | 353              | 24,08      | 15               | 10078   | 10759        |
| Gargantilla           | 364              | 20,87      | 17               | 10080   | 10749        |
| La Granja             | 313              | 14,94      | 21               | 10086   | 10711        |
| Guijo de Granadilla   | 487              | 75,03      | 6                | 10090   | 10665        |
| Hervás                | 3.921            | 59,78      | 66               | 10096   | 10700        |
| Jarilla               | 139              | 28,47      | 5                | 10106   | 10728        |
| Ladrillar             | 185              | 53,03      | 3                | 10108   | 10625        |
| Marchagaz             | 236              | 9,47       | 25               | 10117   | 10662        |
| Mohedas de Granadilla | 850              | 58,72      | 14               | 10124   | 10664        |
| Nuñomoral             | 1.202            | 94,78      | 13               | 10135   | 10626        |
| Palomero              | 445              | 20,27      | 22               | 10137   | 10660        |
| La Pesga              | 955              | 19,88      | 48               | 10144   | 10649        |
| Pinofranqueado        | 1.763            | 146,84     | 12               | 10146   | 10630        |
| Segura de Toro        | 180              | 14,73      | 12               | 10174   | 10739        |
| Zarza de Granadilla   | 1.803            | 133,56     | 13               | 10216   | 10710        |
| Comarca Hervás        | 19.714           | 1.164,10   | 17               | –       | –            |

## Nachweise
1. ↑  Instituto Nacional de Estadística Municipal Register of Spain
2. ↑  FUENTE: Ministerio de Agricultura, Pesca y Alimentación